# Mälby, Ekerö kommun

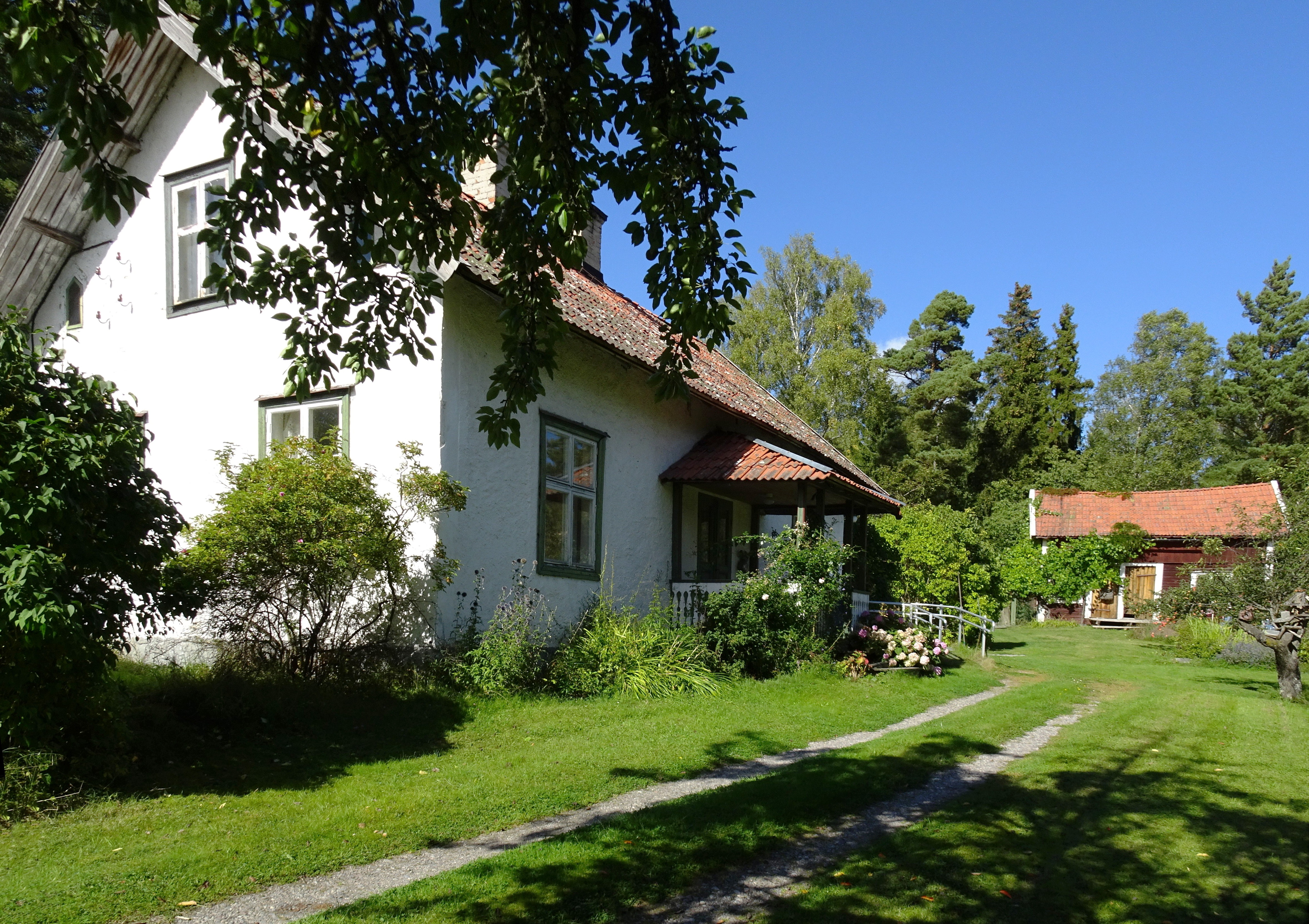
Mälby gård, 2016.

Mälby är en gammal ort på södra Adelsön i Adelsö socken, Ekerö kommun. Vid Mälby låg en av Adelsös fyra skolor, Mälby skola. Idag finns det ingen skola på Adelsö. Mälby består idag mest av fritidsboende och några enstaka villor.

## Historik
Mälby gård är känd sedan medeltiden. År 1596 omnämns en andrey olson i melby på alznönn. På 1700-talet var Mälby ett hemman tillhörande kronan vars ägor sträckte sig tvärs över Adelsön från Björkfjärden i väster till Hovgårdsfjärden i öster.
Området var bebodd redan på vikingatiden som ett gravfält bestående av cirka tio fornlämningar strax väster om dagens bebyggelse kan vittna om. Norr om Mälby, på gränsen till Gredby, ligger ytterligare ett gravfält bestående av sex runda stensättningar och en gravhög som kallas Kung Racks grav. Graven omnämndes i början av 1800-talet av fornforskaren Nils Henrik Sjöborg. Kung Racks grav undersöktes 1920 av arkeologen Hanna Rydh och visade sig innehålla två begravningar, bland annat resterna av en kista med ett skelett respektive fragment av ett islamskt silvermynt från 905-906 e.Kr.